# Rushmoor (Surrey)
Rushmoor – osada w Anglii, w hrabstwie Surrey. Leży 7,5 km od miasta Farnham, 15,9 km od miasta Guildford i 61,4 km od Londynu. W 2015 miejscowość liczyła 871 mieszkańców.